# Tatjana Proročenko
Tatjana Vasilivna Proročenko-Burakova (ukrajinsko Тетяна Василівна Пророченко-Буракова), ukrajinska atletinja, * 15. marec 1952, Berdjansk, Sovjetska zveza.
Nastopila je na olimpijskih igrah v letih 1976 in 1980, ko je osvojila naslov olimpijske prvakinje v štafeti 4×400 m, leta 1976 pa bronasto medaljo v štafeti 4×100 m in šesto mesto v teku na 200 m.